# Boumpoa
Boumpoa est une commune rurale située dans le département de Fada N'Gourma de la province du Gourma dans la région de l'Est au Burkina Faso.

## Géographie
Commune agricole dispersée en plusieurs centres d'habitations, Boumpoa est située à 20 km à l'Ouest de Fada N'Gourma, chef-lieu du département, de la province et capitale de la région, et à 12 km à l'Ouest de Koaré.

## Santé et éducation
Le centre de soins le plus proche de Boumpoa est le centre de santé et de promotion sociale (CSPS) de Koaré.